# 一時借入金
一時借入金（いちじかりいれきん）とは、国や地方公共団体が、当該会計年度内の一時的な現金の不足をまかなうために借り入れる資金（財政法第7条第1項、地方自治法第235条の3第1項）。
国は日本銀行から、普通地方公共団体及び特別地方公共団体は市中の金融機関から借り入れる。一借（いちかり）と略される。

## 概要

### 国
その借入最高額は、予算総則上に記して（財政法第22条第4号）、国会の議決を経なければならず（財政法第7条第3項）、また一般会計、特別会計どちらにも認められている。またその会計年度の歳入を以て償還しなければならない（財政法第7条第2項）。

### 地方自治体
その借入最高額は、予算で定めることとされ、ある時点における一時借入金の現在高の最高額をいい、何回借りても、その最高額を超えない限り、補正予算の必要はない（地方自治法第235条の3第2項）。
またその会計年度の歳入を以て償還しなければならないが（地方自治法第235条の3第3項）、出納閉鎖期間内の歳入を以て充ててもよく、また利子については翌年度から支払っても良い。
具体的には金融機関との間で当座貸越契約を結び、その範囲内で借り入れる場合と、個別に期間と金額及び利率とを定めて借り入れる場合とがある。
また、地方公営企業においては、年度内に償還できない場合には、1年を限度として借換えが認められている（地方公営企業法第29条）。